# Subhash Chandra
Subhash Chandra (né Subhash Chandra Goenka le 30 novembre 1950 à Haryana en Inde) est un milliardaire indien des médias. Il est le président du groupe Essel, a créé un empire évalué à plus de 10 milliards de dollars américains. Il est également député, élu avec le soutien du parti nationaliste Bharatiya Janata Party (BJP). 

## Biographie
Chandra est né à Adampur, dans le district d'Hisar, dans l'Haryana, dans une famille d'Agarwal Bania,. Sa famille avait une dette de 3,5 roupies indiennes, qu’il devait rembourser. Sa famille ne pouvait pas payer ses études supérieures et, en 1965, il abandonna l'école pour rejoindre l'entreprise familiale d'agents commissionnés et de commerçants qui achetait et fournissait du riz à la Food Corporation of India.

## Affaires
Chandra a lancé la première chaîne de télévision par satellite de l'Inde, Zee TV, en 1992. La chaîne est en concurrence, entre autres, avec Sony Entertainment Television et Star Plus.

## Prix
- Prix de la Direction internationale des Emmys (2011[5])
- Prix Canada indien Chanchlani de la Fondation Canada-Inde[6]